# Канвон (провінція, Південна Корея)
Прові́нція Канво́н (кор. 江原特別自治道, 강원특별자치도) — провінція Республіки Корея. Розташована на сході Корейського півострова, на північному сході Республіки. Зі сходу омивається водами Японського моря. Утворена на основі історичної провінції Канвон, що була розділена між Північною і Південною Кореєю по 38 паралелі.